# Devarakonda
Devarakonda è una suddivisione dell'India, classificata come census town, di 27.130 abitanti, situata nel distretto di Nalgonda, nello stato federato del Telangana. In base al numero di abitanti la città rientra nella classe III (da 20.000 a 49.999 persone).

## Geografia fisica
La città è situata a 16° 41' 60 N e 78° 55' 60 E e ha un'altitudine di 251 m s.l.m..

## Società

### Evoluzione demografica
Al censimento del 2001 la popolazione di Devarakonda assommava a 27.130 persone, delle quali 14.247 maschi e 12.883 femmine. I bambini di età inferiore o uguale ai sei anni assommavano a 3.296, dei quali 1.756 maschi e 1.540 femmine. Infine, coloro che erano in grado di saper almeno leggere e scrivere erano 19.656, dei quali 11.524 maschi e 8.132 femmine.